# Stazione di Castelraimondo-Camerino
La stazione di Castelraimondo-Camerino è la stazione ferroviaria a servizio dei comuni italiani di Castelraimondo e Camerino. È posta sulla linea Civitanova Marche-Fabriano.

## Storia
Fu inaugurata il 24 giugno 1886 assieme alla tratta Castelraimondo-San Severino Marche della Civitanova Marche-Fabriano. Inizialmente era chiamata Castelraimondo.
Dal 1906 al 1956 sul piazzale antistante, partivano i treni della linea per Camerino. Dopo la chiusura di questa piccola ferrovia, la stazione assunse la denominazione di Castelraimondo-Camerino.